# Guadalupe Victoria, Ocotepec (Puebla)
Guadalupe Victoria är en ort i Mexiko.   Den ligger i kommunen Ocotepec och delstaten Puebla, i den sydöstra delen av landet, 150 km öster om huvudstaden Mexico City. Guadalupe Victoria ligger 2 436 meter över havet och antalet invånare är 1 517.
Terrängen runt Guadalupe Victoria är kuperad åt nordväst, men åt sydost är den platt. Runt Guadalupe Victoria är det ganska glesbefolkat, med 36 invånare per kvadratkilometer. Närmaste större samhälle är Libres, 10,8 km söder om Guadalupe Victoria. I omgivningarna runt Guadalupe Victoria växer huvudsakligen savannskog.